# Maison des Fées
La Maison des Fées est une allée couverte située à Tressé dans le département français d'Ille-et-Vilaine. Elle se trouve dans la forêt du Mesnil.

## Historique
L'édifice est classé au titre des monuments historiques en 1889. En 1929, le propriétaire des lieux, le baron Surcouf, demanda à l'archéologue anglais Robert Mond de fouiller le monument. En 1931, Robert Mond y entreprit une fouille minutieuse et restaura le monument.

## Description

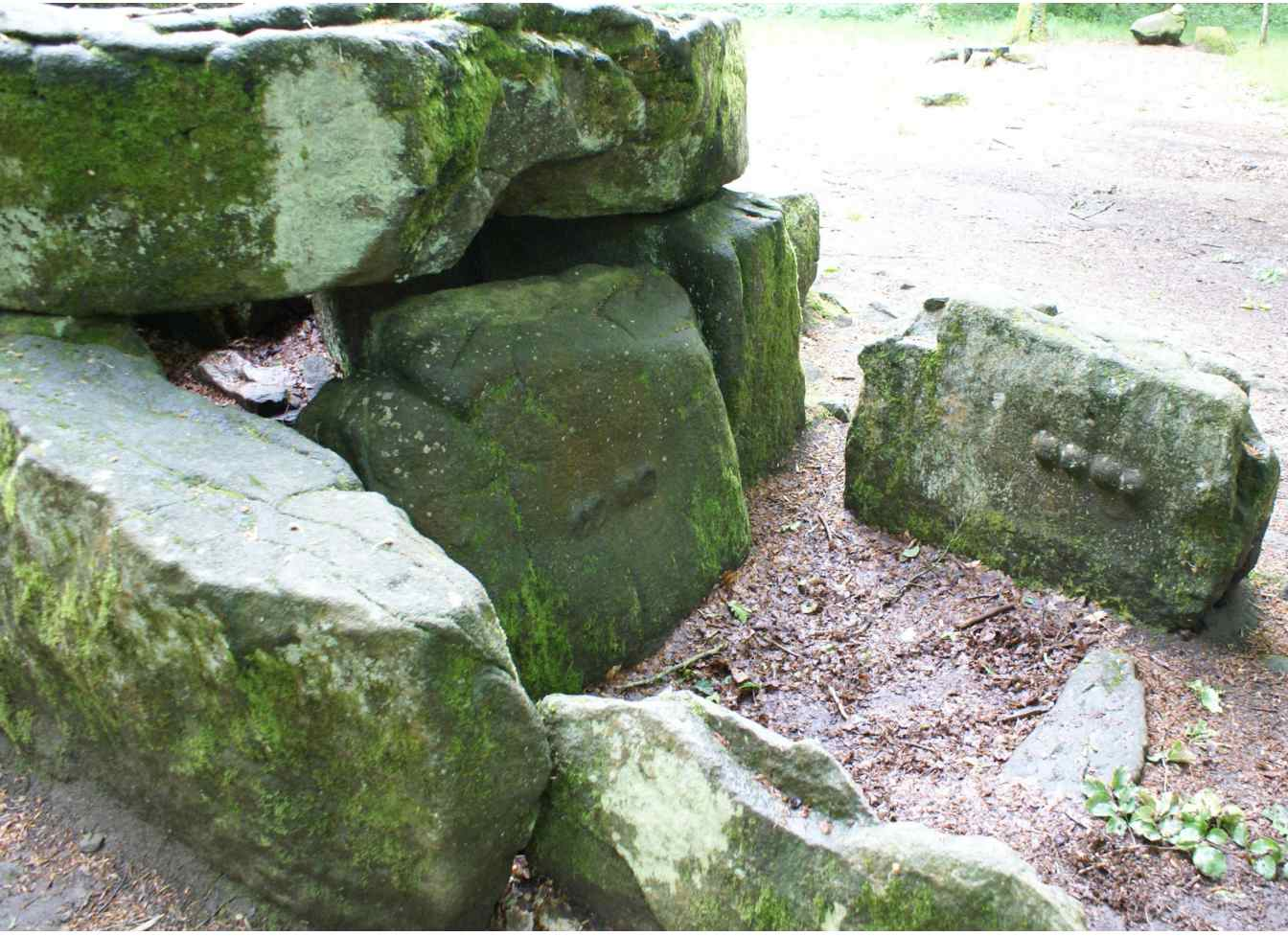
Les paires de seins sculptées

L'allée est orientée selon un axe nord-nord-ouest/sud-sud-est. Elle est délimitée par dix-neuf orthostates et une dalle de chevet. Elle mesure 12 m de long sur 1,20 m de large. La couverture est constituée de huit dalles. Le tumulus, de forme ovale, qui la recouvrait, était constitué de pierres et de terre et délimité par un parement.
La dalle de chevet côté extérieur et une autre dalle située à l'extérieur de l'enceinte sont ornées d'un cartouche rectangulaire entourant deux paires de seins sculptés en bas-relief. Ceux de la dalle de chevet ont été mutilés dans les années 1980. Selon le compte-rendu des fouilles publié par V.C.C. Collum, son assistante, Robert Mond y découvrit un squelette, des poteries, un collier de perles en stéatite, un as en bronze daté de Domitien et deux fragments de fer.

## Folklore
Les fées qui habitaient le monument laissèrent un jour une vache s'échapper et celle-ci alla brouter dans un pré voisin. Pour indemniser le propriétaire du pré, les fées lui offrirent un morceau de pain qui ne durcirait pas ni ne diminuerait tant que le fermier garderait le secret sur sa provenance. Le morceau de pain magique demeura longtemps intact mais le fermier finit par avouer son origine et le pain devint si dur qu'il fut désormais impossible de le manger.